# 1932年レークプラシッドオリンピックのノルウェー選手団
1932年レークプラシッドオリンピックのノルウェー選手団（1932ねんレークプラシッドオリンピックのノルウェーせんしゅだん）は、1932年2月4日から2月15日までアメリカ合衆国ニューヨーク州のレークプラシッドで開催された1932年レークプラシッドオリンピックのノルウェー選手団、およびその競技結果。

## 概要
今大会は金メダル3個、銀メダル4個、銅メダル3個の合計10個のメダルを獲得した。
ノルディック複合では、ヨハン・グロットムスブローテン、オーレ・ステネン、ハンス・ヴィンヤレンゲンのノルウェー勢が表彰台を独占した。
フィギュアスケート女子シングルでは、ソニア・ヘニーが1928年サンモリッツオリンピックに続いて金メダルを獲得し2連覇を達成した。

## メダル
| メダル | 選手名                         | 競技                   | 種目         |
| ------ | ------------------------------ | ---------------------- | ------------ |
| 金     | ビルゲル・ルート               | スキージャンプ         | 男子         |
| 金     | ヨハン・グロットムスブローテン | ノルディック複合       | 男子個人     |
| 金     | ソニア・ヘニー                 | フィギュアスケート     | 女子シングル |
| 銀     | ハンス・ベック                 | スキージャンプ         | 男子         |
| 銀     | オーレ・ステネン               | ノルディック複合       | 男子個人     |
| 銀     | ベルント・エベンセン           | スピードスケート       | 男子500m     |
| 銀     | イバール・バラングルード       | スピードスケート       | 男子10000m   |
| 銅     | アルネ・ルスタットストゥエン   | クロスカントリースキー | 男子50km     |
| 銅     | コーレ・ヴァルベルグ           | スキージャンプ         | 男子         |
| 銅     | ハンス・ヴィンヤレンゲン       | ノルディック複合       | 男子個人     |